# 成都市行政区划
成都市为中华人民共和国15个副省级城市之一；下辖12个市辖区、3个县，代管5个县级市。

## 行政区划
成都市下辖12个市辖区、3个县，代管5个县级市。
- 市辖区：锦江区、青羊区、成华区、金牛区、武侯区、龙泉驿区、青白江区、新都区、温江区、双流区、郫都区、新津区
- 县级市：都江堰市、邛崃市、崇州市、彭州市、简阳市
- 县：大邑县、蒲江县、金堂县

## 区划沿革
- 1949年12月27日，中国人民解放军进驻成都市，为川西行署区驻地。
- 1950年设温江专区，属川西行署区。温江专区行署驻温江县。辖温江、郫、崇宁、彭、新繁、新都、成都、华阳、双流、新津、崇庆、灌等12县。
- 1951年，新津县划归眉山专区；原属眉山专区的大邑县划入温江专区。
- 1952年，川西行署撤销，恢复四川省建制，成都市、温江专区改由四川省直辖，成都市为四川省人民政府驻地。撤销成都县，并入成都市及温江、新都、郫、新繁4县。
- 1953年，原属眉山专区的名山、蒲江、新津、邛崃4县及原属绵阳专区的广汉、金堂、什邡3县划入温江专区。
- 1954年，将名山县划归雅安专区。
- 1958年，撤销双流、崇宁2县，将双流县并入温江县，崇宁县并入郫、彭、灌3县。
- 1960年，设立成都市青白江区、龙泉驿区。撤销蒲江、新津、什邡、新都4县，将蒲江县并入邛崃县；新津县并入大邑县；什邡县并入广汉县；新都县并入新繁县。
- 1962年，恢复双流、蒲江、新津、什邡、新都5县。
- 1965年，撤销华阳、新繁2县，将华阳县并入双流县；新繁县并入新都县。
- 1970年，温江专区改称温江地区，地区行署驻温江县。辖温江、郫、灌、彭、什邡、金堂、广汉、新都、双流、新津、蒲江、邛崃、大邑、崇庆等14县。
- 1977年，温江地区的金堂、双流两县划归成都市管辖。
- 1983年，撤销温江地区，所属温江、郫、灌、彭、新都、新津、崇庆、邛崃、蒲江、大邑10县划归成都市管辖，什邡、广汉划归新成立的德阳市管辖。
- 1988年，撤销灌县，设立县级都江堰市。
- 1989年2月，经国务院批准，成都市的经济和社会发展计划在国家计划中实行单列，享有省一级经济管理权限，成为全国14个计划单列市之一。
- 1990年，成都市东城区、西城区、金牛区调整为锦江区、青羊区、金牛区、武侯区、成华区。
- 1993年，撤销彭县，设立县级彭州市。
- 1994年，中央机构编制委员会确定成都为16个副省级城市之一，同时取消成都等8个省会城市计划单列。撤销邛崃县、崇庆县，设立县级邛崃市、县级崇州市。
- 2001年，经国务院批准，撤销新都县，设立成都市新都区。
- 2002年，经国务院批准，撤销温江县，设立成都市温江区。
- 2015年，经国务院批准，撤销双流县，设立成都市双流区。[4]
- 2016年5月12日，四川省政府批复同意将资阳市代管的县级简阳市改由成都市代管。[5]
- 2016年11月24日，经国务院批准，撤销郫县，设立成都市郫都区。
- 2020年6月18日，四川省人民政府批复同意撤销新津县设立成都市新津区。[6]